# Královec
 Královec  (niem. Königshan) – wieś w Czechach, w kraju hradeckim; wchodzi w skład związku miast Žacléřsko.
Górska wieś na karkonoskim pograniczu, położona w południowej części Bramy Lubawskiej, na północ od Przełęczy Lubawskiej. Na wschód od miejscowości rozciągają się Góry Krucze (czes. Vraní hory), a na zachód Rýchory, będące częścią Karkonoszy. Na południowym zachodzie leży miasteczko Žacléř, na południe miasto Trutnov.
W miejscowości jest stacja kolejowa Královec.

## Historia i zabytki
Po raz pierwszy o miejscowości wspomniano w 1289. Głównym zabytkiem architektury jest późnobarokowy kościół św. Jana Nepomucena z 1769, którego główny ołtarz z obrazem i kazalnicą pochodzą z 1786, oraz grobowce figuralne z początku XVII wieku.

## Komunikacja
Przez miejscowość przechodzi:
- droga nr 16 od granicy do Trutnova (po polskiej stronie droga krajowa nr 5)
- linia kolejowa z Kamiennej Góry do Trutnova (LK nr 299) z odgałęzieniem do Žacléřa (obecnie nieczynnym).

Do 2007 w pobliżu wsi znajdowały się drogowe i kolejowe przejścia graniczne Královec – Lubawka. 

## Turystyka
Przez Královec prowadzi szlak turystyczny
- niebieski – z Gór Kruczych (czes. Vraní hory) do Žacléřa[2].

## Galeria

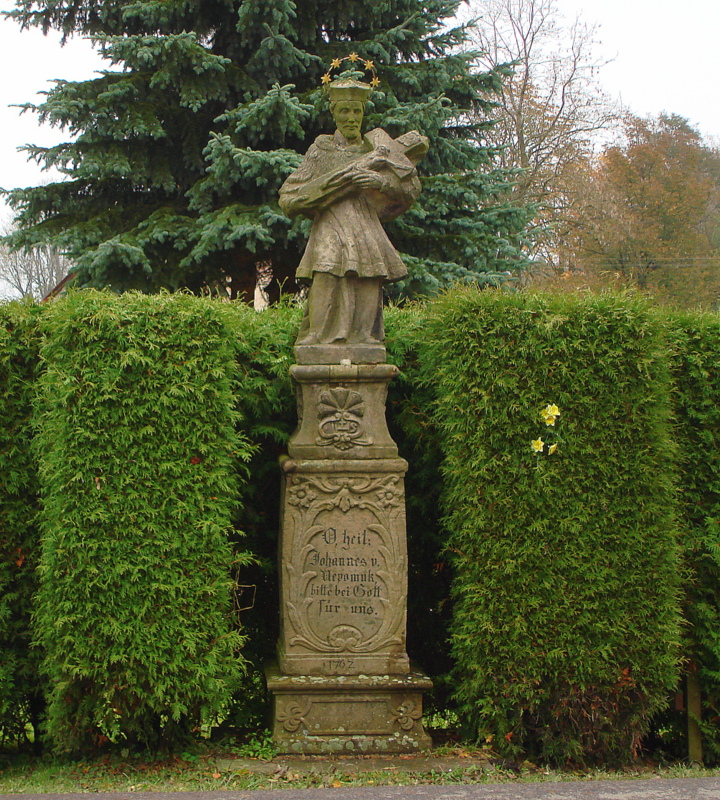
Figura świętego Jana Nepomucena
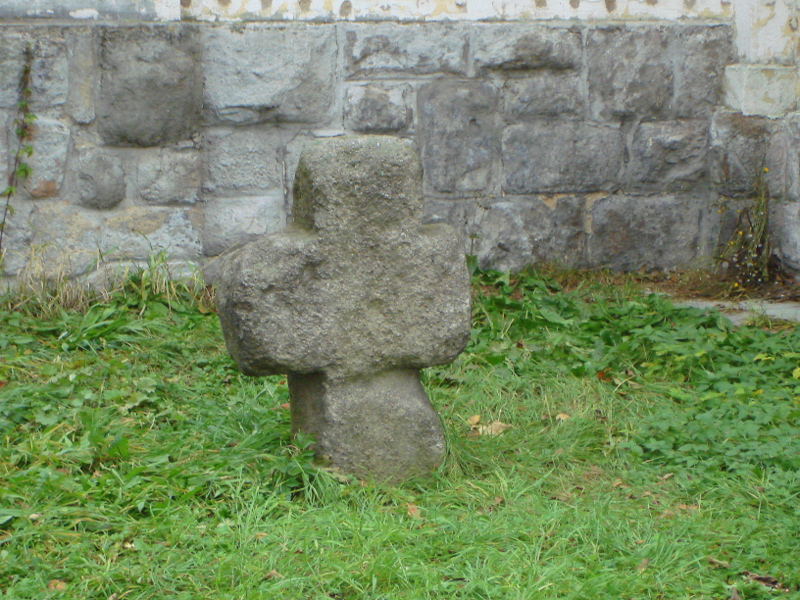
Krzyż pokutny
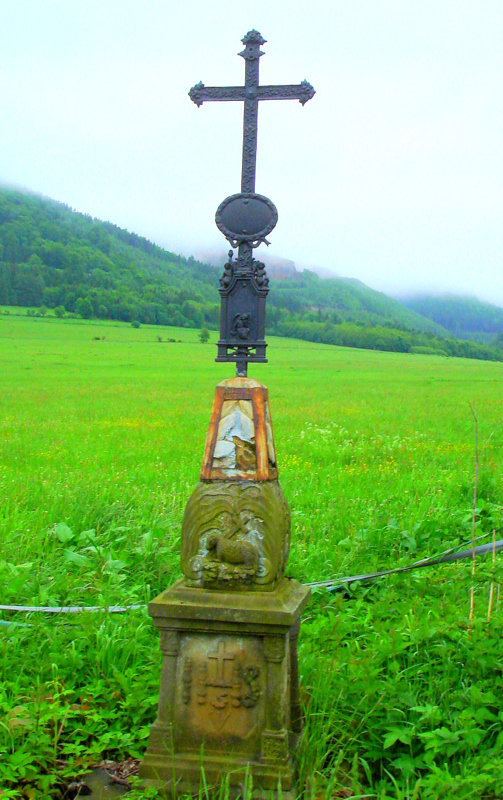
Krzyż przydrożny
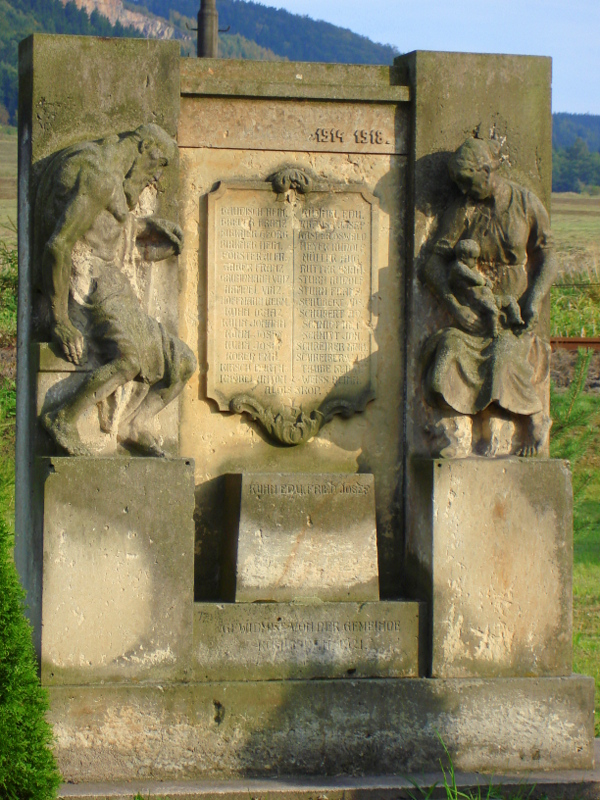
Pomnik upamiętniający poległych w I wojnie światowej mieszkańców Královca
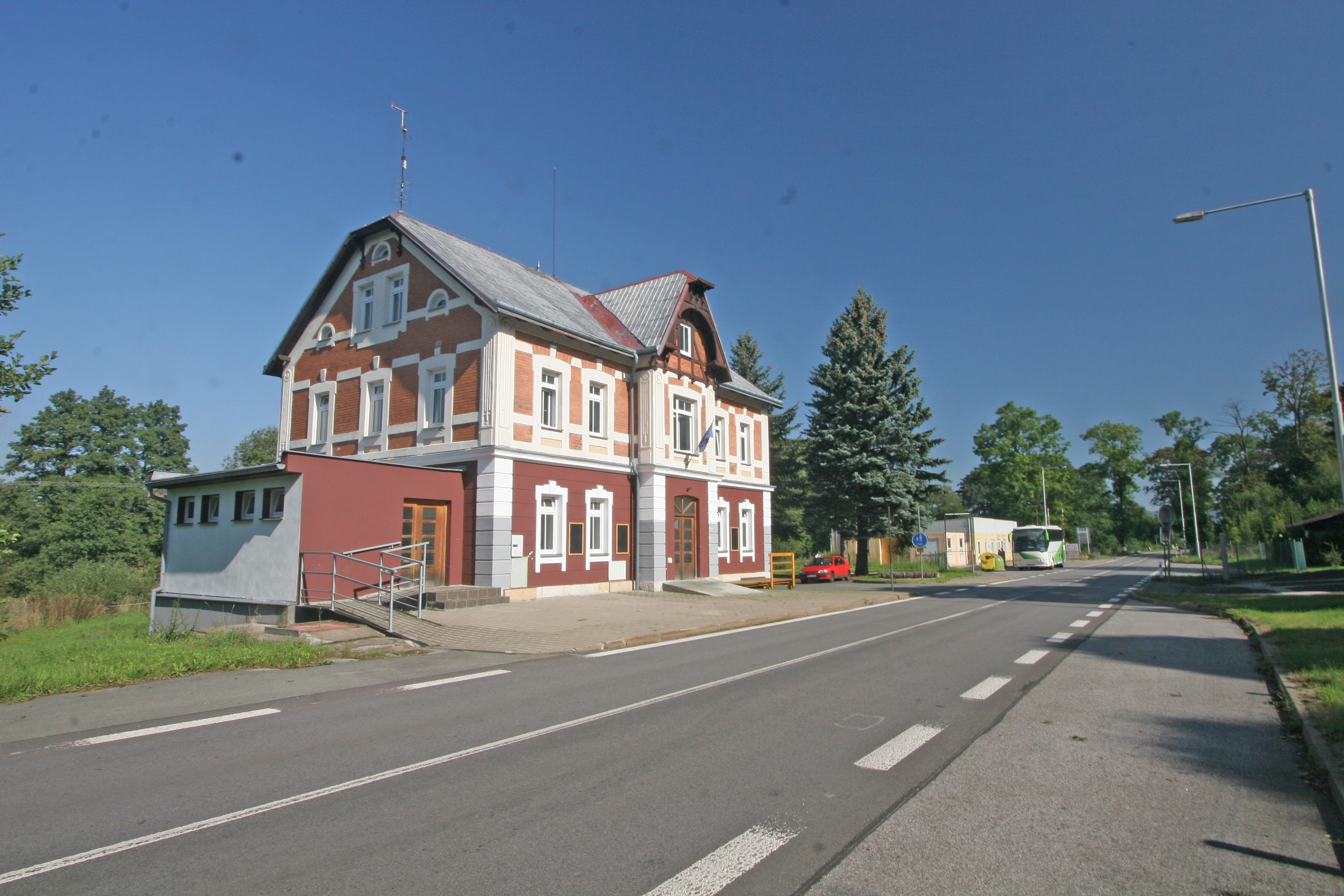
Przejście graniczne Lubawka-Královec
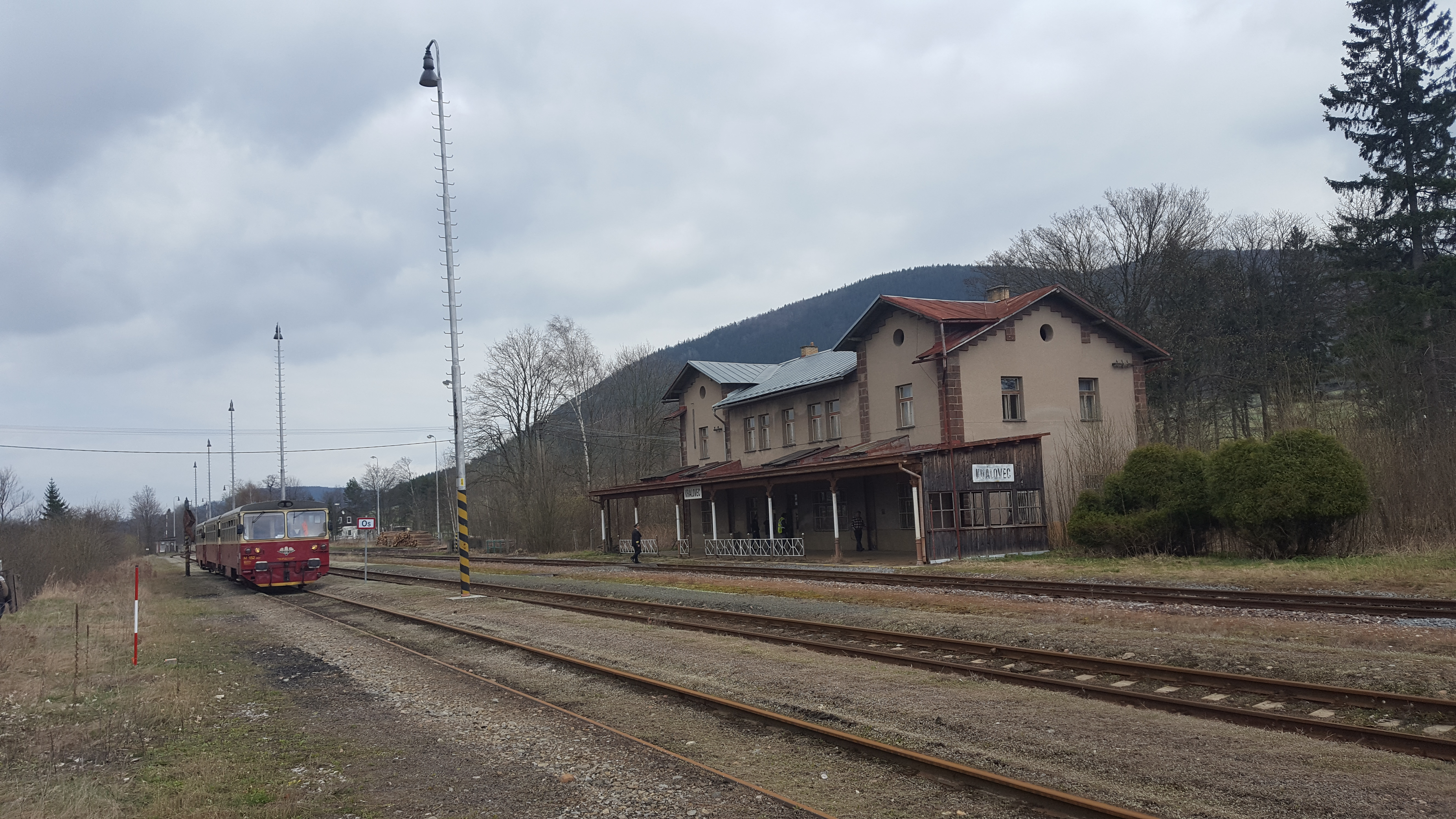
Stacja kolejowa